# ويليام كوسلويسكي
ويليام كوسلويسكي هو لاعب كرة قدم برازيلي، ولد في 19 نوفمبر 1983 في كوريتيبا في البرازيل. لعب مع نادي بارانا ونادي غوياس ونادي فيغورينسي.

## وصلات خارجية
- ويليام كوسلويسكي على موقع قاعدة بيانات كرة القدم.إي يو (الإنجليزية)
- ويليام كوسلويسكي على موقع Soccerway.com (الإنجليزية)